# جيمي كوهان
جيمس كليفورد جون كيوهان (بالإنجليزية: Jimmy Keohane) (من مواليد 22 يناير 1991) هو لاعب كرة قدم أيرلندي يلعب في مركز الجناح والوسط الهجومي مع نادي روتشديل في الدوري الإنجليزي الممتاز.

## روابط خارجية
- جيمي كوهان على Soccerbase